# جورج والر
جورج والر (بالإنجليزية: George Waller)‏ (3 ديسمبر 1864 في المملكة المتحدة - 10 ديسمبر 1937 في المملكة المتحدة) هو لاعب كريكت ولاعب كرة قدم بريطاني (وحمل سابقاً جنسية المملكة المتحدة لبريطانيا العظمى وأيرلندا) في مركز حراسة المرمى. لعب مع شيفيلد وينزداي وشيفيلد يونايتد ونادي ميدلزبره.